# Pirow
Pirow est une commune allemande de l'arrondissement de Prignitz, Land de Brandebourg.

## Géographie
Pirow est un rundling typique de Prignitz.
La commune comprend Hülsebeck, Bresch, Burow, Mollnitz, Pirow et Waldhof.
|          | Berge        |         |
| Karstadt | Pirow        | Putlitz |
|          | Gülitz-Reetz |         |

## Histoire
Bresch et Burow deviennent des quartiers de Pirow en janvier 1973. Hülsebeck fusionne le 31 décembre 2001.

## Source, notes et références
- (de) Cet article est partiellement ou en totalité issu de l’article de Wikipédia en allemand intitulé « Pirow » (voir la liste des auteurs).